# Harold Lloyd Jr.
Pour les articles homonymes, voir Harold Lloyd.
Harold Lloyd Jr., né le 25 janvier 1931 à Beverly Hills et mort le 9 juin 1971 à Los Angeles, est un acteur et chanteur américain, fils de Harold Lloyd et de Mildred Davis.

## Biographie
Le deuxième enfant et fils unique du comédien du cinéma muet Harold Lloyd et de l’actrice Mildred Davis, Harold Lloyd Jr. connu sous le surnom de «Duke» dans sa famille a une sœur Gloria Lloyd (1923-2012). Sa première expérience devant la caméra a lieu à l'âge de seize ans, dans Celle de nulle part sous la direction de Samuel Goldwyn. Il apparait ensuite dans plusieurs films de la série B dans les années 1950 et 1960, dont The Flaming Urge (1953) (son seul rôle principal) et La Fille de Frankenstein (1958). En 1959, il a joué un rôle dans le film Girls Town, où figurait le fils d'un autre célèbre comédien du cinéma muet, Charles Chaplin Jr.. Il a également joué des rôles dans les films de son père au début des années 1960. Sa carrière d'acteur a été interrompue durant quatre années dans l'armée de l'air, au cours desquelles il a contribué à treize films réalisés à des fins militaires. En tant que chanteur, il a connu des succès modérés dans le cabaret à Hollywood et ailleurs, et a sorti un album de ballades romantiques en 1965, intitulé Intimate Style.
En 1965, il a subi un accident vasculaire cérébral massif dont il ne s'est jamais complètement remis. Décédé le 9 juin 1971 à l'âge de 40 ans, trois mois après la mort de son père, il est enterré auprès de ses parents dans une crypte située au cimetière de Forest Lawn Memorial Park de Glendale.

## Filmographie
- 1953 : Celle de nulle part (Our Very Own) de Samuel Goldwyn
- 1953 : The Flaming Urge de Harold Ericson
- 1955 : A Yank in Ermine  de Gordon Parry
- 1958 : La Fille de Frankenstein (Frankenstein's Daughter) de Richard E. Cunha
- 1959 : Girls Town de Charles F. Haas
- 1960 : Platinum High School de Charles F. Haas
- 1960 : Sex Kittens Go to College de Albert Zugsmith
- 1962 : Married Too Young de George Moskov
- 1965 : Mutiny in Outer Space de Hugo Grimaldi